# 共价修饰
共价修饰（Covalent modification）是酶中的氨基酸残基因发生共价修饰而使酶发生活性变化的过程，这是酶的一种活性调节机制，为可逆的。

## 方式
- 磷酸化(Tyr, Ser, Thr, His)：最为常见，修饰后的蛋白质（1）负电荷和静电作用增加（2）可形成三个氢键（3）有较大的自由能变化（4）可以调节磷酸化和去磷酸化的时段（5）产生级联效应
- 腺苷酸化(Tyr)
- 尿苷酸化(Tyr)
- ADP-核糖基化(Arg, Gln, Cys, His)
- 甲基化(Glu)